# Llandovery (geologia)
| Devoniano                                                                                           | Inferiore     | Lochkoviano | Più recente |
| Siluriano                                                                                           | Pridoliano    | -           | 422,7±1,6   |
| Siluriano                                                                                           | Ludloviano    | Ludfordiano | 425,0±1,5   |
| Siluriano                                                                                           | Ludloviano    | Gorstiano   | 426,7±1,5   |
| Siluriano                                                                                           | Wenlock       |             |             |
| Siluriano                                                                                           | Homeriano     | 430,6±1,3   |             |
| Siluriano                                                                                           | Sheinwoodiano | 432,9±1,2   |             |
| Siluriano                                                                                           | Llandovery    |             |             |
| Siluriano                                                                                           | Telychiano    | 438,6±0,1   |             |
| Siluriano                                                                                           | Aeroniano     | 440,5±1,0   |             |
| Siluriano                                                                                           | Rhuddaniano   | 443,1±0,9   |             |
| Ordoviciano                                                                                         | Superiore     | Hirnantiano | Più antico  |
| Suddivisione del sistema del Siluriano secondo la Commissione internazionale di stratigrafia (ICS). |               |             |             |

Nella scala dei tempi geologici, il Llandovery rappresenta la prima delle quattro epoche o serie stratigrafiche in cui è suddiviso il Siluriano, che a sua volta è il terzo dei sei periodi in cui è suddivisa l'era del Paleozoico.
Il Llandovery è compreso tra 443,7 ± 1,5 e 428,2 ± 2,3 milioni di anni fa (Ma), preceduto dall'Ordoviciano superiore e seguito dal Wenlock.

## Suddivisioni
Il Llandovery è suddiviso in tre piani geologici:
- Telychiano: da 436,0 ± 1,9 a 428,2 ± 2,3 milioni di anni fa (Ma)
- Aeroniano: da 439,0 ± 1,8 a 436,0 ± 1,9 milioni di anni fa (Ma)
- Rhuddaniano: da 443,7 ± 1,5 a 439,0 ± 1,8 milioni di anni fa (Ma)

## Etimologia
Il Llandovery deriva il suo nome dal paese di Llandovery, (in gallese: Llanymddyfri)  nel Carmarthenshire (Galles), in Galles (Regno Unito), nelle cui vicinanze furono identificati gli affioramenti rocciosi risalenti a questa epoca.
L'epoca e la denominazione furono introdotte nella letteratura scientifica nel 1859 dal geologo scozzese Roderick Murchison.

## Definizioni stratigrafiche e GSSP
La base del Llandovery, nonché dell'intero periodo Siluriano, coincide con quella del suo primo stadio, il Rhuddaniano, ed è data dalla prima comparsa negli orizzonti stratigrafici dei graptoliti della specie Parakidograptus acuminatus e Akidograptus ascensus.
Il limite superiore, non ancora esattamente definito, si trova tra la base della biozona 5 degli Acritarchi e il livello di scomparsa dei conodonti della specie Pterospathodus amorphognathoides. Il limite è probabilmente anche in prossimità della base della zona dei graptoliti della specie Cyrtograptus centrifugus. 

### GSSP
Il GSSP, il profilo stratigrafico di riferimento della Commissione Internazionale di Stratigrafia, è stato identificato nel 1984 in una sezione di Dob's Linn, nei pressi di Moffat, in Scozia. 